# Código de ética médica

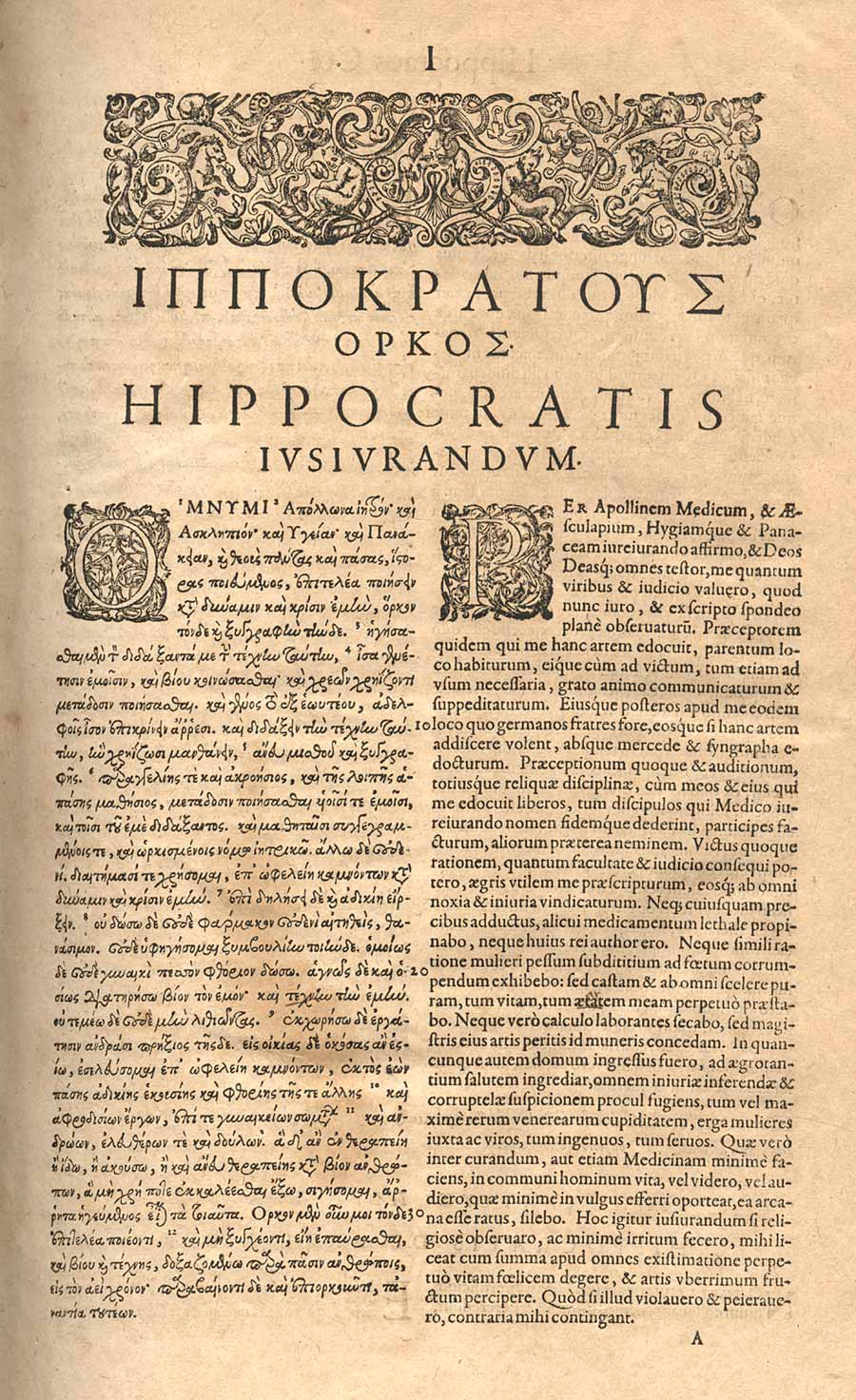
El Juramento Hipocrático es considerado el primer código de ética médica.

Un código de ética médica contiene las reglas que deben seguir los médicos en el ejercicio de su profesión, incluyendo la realización de actividades relacionadas con la docencia, la investigación y la administración de los servicios de salud, y en el ejercicio de cualquier otra actividad en la que deban utilizar los conocimientos adquiridos en el estudio de la Medicina.

## Objetivo
Regular a los profesionales y a las organizaciones que brindan servicios médicos. Al estar sujetos a las reglas del Código, los infractores de las normas deontológicas sufren sanciones disciplinarias previstas por la ley. 

## Por países
La Asociación Médica Mundial publicó un documento denominado Código Internacional de Ética Médica que describe los deberes y obligaciones de los médicos de todo el mundo. Su aparición fue una respuesta a la experimentación nazi en seres humanos de los médicos durante la época del régimen nazi. Es una de las regulaciones éticas internacionales más importantes en la clínica y en la investigación médica.
Pero en cada país hay documentos específicos, con denominación diferente, creados por instituciones nacionales.
| País    | Denominación original                              | Institución responsable                | Año de publicación |
| ------- | -------------------------------------------------- | -------------------------------------- | ------------------ |
| Brasil  | Código de Ética Médica                             | Conselho Federal de Medicina           | 2009               |
| España  | Código de Deontología Médica. Guía de Ética Médica | Organización Médica Colegial de España | 2022               |
| Polonia | Kodeks Etyki Lekarskiej (KEL)                      | Naczelna Izba Lekarska                 | 2004               |
| Uruguay | Código de ética médica                             | Asamblea General de Uruguay            | 2014               |

## Ética médica
La ética médica es la disciplina científica, rama de la ética, cuya finalidad es la buena práctica médica. Incluye un conjunto de reglas y principios de carácter ético a que deben ajustarse los médicos y los profesionales sanitarios en el ejercicio de su profesión.

## Deontología médica
La deontología médica es la disciplina científica que guía la conducta profesional del médico a través del código deontológico propio. La infracción de este código, de obligado cumplimiento para los profesionales, da lugar a faltas de diferente categoría, que sancionan los colegios de médicos de acuerdo con su gravedad. Las sanciones van desde la mera amonestación a la prohibición del ejercicio de la medicina a perpetuidad.

## Deontología y ética profesional
Estos dos términos suelen usarse como sinónimos, pero no lo son. "Ética" hace referencia a la conciencia personal, mientras que "deontología" adopta una función de modelo de actuación en el área de una colectividad. Por ello, con la concreción y diseño de códigos deontológicos, además de autorregular cada profesión, se invita al seguimiento de un camino muy concreto y a la formación ética de los profesionales.
| Orientada al deber | Orientada al bien, a lo bueno |
| Recogida en normas y códigos "deontológicos" | No se encuentra recogida en normas ni en códigos deontológicos, está relacionada con lo que piensa el propio individuo (conciencia individual/profesional) |
| Esas normas y códigos son mínimos y aprobados por los profesionales de un determinado colectivo profesional (periodistas, médicos, abogados,...) | No es exigible a los profesionales de un determinado colectivo (periodistas, médicos, abogados,...)                                                        |
| Se ubica entre la moral y el derecho | Parte de la ética aplicada |